# Rhinolophus hildebrandtii
Rhinolophus hildebrandtii är en fladdermusart som beskrevs av Peters 1878. Den ingår i släktet Rhinolophus och familjen hästskonäsor. IUCN kategoriserar arten globalt som livskraftig.

## Taxonomi
Redan 2008 påpekade IUCN att arten på grund av skillnader i tonhöjd på de olika populationernas ekolokaliseringsläten borde utredas för en uppdelning i flera arter. Så har sedermera skett, och 2012 delades arten upp i fem arter, inklusive ursprungsarten, som alltså fortfarande är en sann art: Rhinolophus cohenae (Sydafrika), Rhinolophus mabuensis (Moçambique), Rhinolophus smithersi (Sydafrika och Zimbabwe) samt Rhinolophus mossambicus (Moçambique och Zimbabwe).
Inga underarter finns listade i Catalogue of Life.

## Utbredning
Denna fladdermus förekommer i östra Afrika från Etiopien och norra Sudan till nordöstra Sydafrika.

## Beskrivning
Pälsen är lång och mjuk. Färgen är gråbrun över hela kroppen, men buksidan är ljusare. Öronen är stora och spetsiga. Som alla hästskonäsor har arten flera hudflikar kring näsan, som brukas för att rikta de överljudstoner som används för ekolokalisation. Till skillnad från andra fladdermöss som använder sig av överljudsnavigering produceras nämligen tonerna hos hästskonäsorna genom näsan, och inte via munnen.
Fladdermusen är stor, med en underarmslängd på mer än 6 cm, en kroppslängd mellan 11 och 12 cm inklusive en svans på 3 till 4 cm, samt en vikt på 23 till 33 g för hanarna, 26 till 34 g för honorna.

## Ekologi
Arten lever i torra eller fuktiga savanner, gärna med trädgrupper. Individerna söker dagvila i grottor, gruvor, byggnader, ihåliga träd som baobab och mopane eller övergivna vårtsvinshålor. Arten är nattaktiv och börjar flyga efter insekter i skymningen. Födan består av skalbaggar och malfjärilar.
Litet är känt om artens fortplantning, annat än att födslarna äger rum under den regnrika sommaren (november till december). Honan får vanligtvis en unge, även om två ungar konstaterats någon enstaka gång. Honan lämnar ungen i dagvilan medan hon jagar.